# Atti del congresso internazionale botanico tenuto in Firenze nel mese di maggio 1874
Atti del congresso internazionale botanico tenuto in Firenze nel mese di maggio 1874 (abreviado Atti Congr. Int. Bot. Firenze, 1874) es un libro ilustrado con descripciones botánicas que fue escrito para mostrar lo acordado en el Congreso internacional botánico de Firenze de mayo de 1874.